# Remigia guenei
Remigia guenei är en fjärilsart som beskrevs av Heinrich Benno Möschler 1880. Remigia guenei ingår i släktet Remigia och familjen nattflyn. Inga underarter finns listade.